# Oceli
Oceli (Osely, Holseli) ist eine osttimoresische Aldeia im Suco Guda (Verwaltungsamt Lolotoe, Gemeinde Bobonaro). 2015 lebten in der Aldeia 180 Menschen.

## Geographie
Oceli liegt in der Mitte des Sucos Guda. Östlich befindet sich die Aldeia Zoilpo, westlich die Aldeia Gudataz. Im Norden grenzt Oceli an den Suco Leber, im Süden an den Suco Lupal und im Südosten an den Suco Beco, der zur Gemeinde Cova Lima gehört. Der Pa, ein Nebenfluss des Loumea, bildet die Grenze zu Leber. An der Grenze zu Lupal erheben sich die Berge Sabi (1288 m) und Lolo Manukati (1193 m). Der Leobara (887 m) liegt etwas westlicher im Süden von Oceli. Westlich von Oceli befindet sich ein Berg mit 1083 m Höhe.
Das Zentrum durchquert eine Straße. An ihr liegt in der Mitte der Aldeia das Dorf Oceli. Hier befinden sich ein Hospital und eine Kapelle.

## Politik
2023 wurde António Marcelino zum Chefe de Aldeia gewählt.